# 古巴 (纽约州)
古巴（英語：Cuba）是位于美国纽约州阿利根尼县的一个镇，地处阿利根尼县的最西端。2010年美国人口普查时，该镇有3243人。其面积为35.8平方英里，西部边界则是阿利根尼县与卡特罗格斯县的县界。